# 桜井章一
桜井 章一（さくらい しょういち、1943年〈昭和18年〉8月4日 - ）は、日本の経営者、雀士、著作家。雀荘の経営、麻雀に関わる自伝・自己啓発の分野の書籍の出版に携わっている。東京都世田谷区下北沢生まれ。

## 来歴
大学4年生の時に麻雀を覚え、たちまちのうちに強くなり新宿の雀荘では知られることとなる。麻雀の代打ち（裏プロ）を引き受け約20年間無敗のまま現役を過ごし雀鬼と呼ばれる。勝負の際には報酬をほとんど受け取らなかったという。
1980年に『近代麻雀』（竹書房）誌が主宰する麻雀大会に一般人として出場し、優勝する。1983年（昭和58年）に裏プロ生活から足を洗い、メディアに出始める。
1984年より『近代麻雀』で柳史一郎による『伝説の雀鬼』を連載。本作により「伝説の雀鬼」「20年間無敗の男」として知れ渡る。1986年に単行本が刊行され、これを原作とした神田たけ志の漫画『Shoichi』が『近代麻雀ゴールド』に連載。またVシネマ化された。柳史一郎は編集者として阿佐田哲也の『麻雀放浪記』なども担当しており、阿佐田から桜井のことを聞いたという。
1988年に「雀鬼流漢道麻雀道場 牌の音」を開設。1991年に「雀鬼会」という組織を作り、「雀鬼流」麻雀の指導を始めた。2024年に麻雀指導引退を表明し、道場を閉道場とした。
かつてはシュノーケリングを趣味とし、パラオをよく訪れていた。

## ビデオ
- 麻雀で10倍勝つ方法（上下巻）
- 雀鬼シリーズ・真雀鬼シリーズ - 桜井を実名のまま主人公にして劇映画化したオリジナルビデオ。二十数本が製作されるヒットシリーズとなった。桜井役は清水健太郎、1作のみ加納竜。桜井自身も端役で出演。

## TVゲーム
- 「桜井章一の雀鬼流麻雀必勝法」SAMMY（1995/9/14）

## 著書
- 「超絶 真の強者になるための麻雀戦術論」竹書房 (1995/8) ISBN 978-4884758950
- 「雀鬼流。桜井章一の極意と心得」三五館 (1996/5) ISBN 978-4883200757
- 「雀鬼に訊け 20年間無敗の奥義に迫る!!」竹書房 (1997/10) ISBN 978-4812403303
- 「雀鬼流の行動哲学「狂」の時代を回避せよ」三五館 (1998/9) ISBN 978-4883201556
- 「心温かきは万能なり 桜井章一箴言写真集」竹書房 (1999/8) ISBN 978-4812404881
- 「超絶2 雀鬼流麻雀の全て 心温かきは万能なり」竹書房 (1999/12) ISBN 978-4812405505
- 「無敗の手順 雀鬼・桜井章一の究極奥義」竹書房 (2000/7) ISBN 978-4812406595
- 「悪戯の流儀 雀鬼流・人生必勝の手順」青春出版社 (2001/3) ISBN 978-4413032544
- 「無敗の手順2 雀鬼・桜井章一の究極奥義」竹書房 (2001/5) ISBN 978-4812407455
- 「なぜあの人は強いのか」共著:中谷彰宏、東洋経済新報社 (2002/9) ISBN 978-4492041840
  - 「なぜあの人は強いのか」共著:中谷彰宏、講談社 (2011/5) 文庫版 ISBN 978-4062814287
- 「強さの奥義 雀鬼流・人生道場」青春出版社 (2003/2) ISBN 978-4413033862
- 「逆境を乗り切る方法 瞬間力 「20年間無敗」の雀鬼に訊く93の質問」竹書房 (2003/12) ISBN 978-4812414927
- 「我れ、悪党なり 20年間無敗の雀鬼、日々を語る」竹書房 (2004/2) ISBN 978-4812415559
- 「運に選ばれる人 選ばれない人」東洋経済新報社 (2004/2/27) ISBN 978-4492042052
- 「雀鬼流 勝負牌の選び方 選んで良い牌悪い牌 20年間無敗の雀鬼・桜井章一が選ぶ究極の何切る!?」竹書房 (2004/11) ISBN 978-4812418994
- 「20年間無敗の雀鬼が明かす「勝負哲学」」三笠書房 (2004/11) ISBN 978-4837921219
- 「雀鬼流 無敵の勝負論」青春出版社 (2004/12) ISBN 978-4413035132
- 「人生を掃除する人しない人」共著:鍵山秀三郎、東洋経済新報社 (2005/3) ISBN 978-4492042250
  - 「「大」を疑え。「小」を貫け。」共著:鍵山秀三郎、講談社 (2011/8) 改題文庫版 ISBN 978-4062814423
- 「JANKI-RYU 雀鬼流」竹書房 (2005/12) ISBN 978-4812424902
- 「壁をブチ破る最強の言葉」ゴマブックス (2006/7) ISBN 978-4777104383
- 「麻雀に愛される「感性」の法則 雀鬼流麻雀道場 上巻」竹書房 (2006/7) ISBN 978-4812427651
- 「勝利を呼び込む「無敗」の法則 雀鬼流麻雀道場 下巻」竹書房 (2006/9) ISBN 978-4812427668
- 「シーソーの「真ん中」に立つ方法」竹書房 (2007/3) ISBN 978-4812429815
- 「人生を変える美しい勝ち方」宝島社 (2007/4) ISBN 978-4796657341
- 「運命を変える本物の言葉」ゴマブックス (2007/7) ISBN 978-4777106882
- 「COMICS 壁をブチ破る最強の言葉」共著:みやわき心太郎、ゴマブックス (2007/8) ISBN 978-4777106974
- 「賢い身体 バカな身体」共著:甲野善紀、講談社 (2008/2) ISBN 978-4062144476
- 「勝負の格言」宝島社 (2008/7) ISBN 978-4796665322
- 「未知の力を開く! 」共著:名越康文、ゴマブックス (2008/9) ISBN 978-4777110926
- 「見えない道の歩き方」竹書房 (2008/12) ISBN 978-4812437063
- 「超絶感性」竹書房 (2008/12) ISBN 978-4812436783
- 「精神力 強くなる迷い方」青春出版社 (2009/9) ISBN 978-4413042475
- 「負けない技術 20年間無敗、伝説の雀鬼の「逆境突破力」」講談社 (2009/9) ISBN 978-4062726061
- 「運とツキに好かれる人になる 図解 雀鬼「運に選ばれる」法則76」宝島社 (2010/3) ISBN 978-4796675642
- 「努力しない生き方」集英社新書(2010/3/17) ISBN 978-4087205343
- 「ツキの正体 運を引き寄せる技術」幻冬舎 (2010/5) ISBN 978-4344981676
- 「マイナー力「負け」が「勝ち」になる生き方」竹書房 (2010/5) ISBN 978-4812441824
- 「生き残るヤツの頭の働かせ方 20年間無敗の雀鬼が明かした本質洞察力」アスコム (2010/5) ISBN 978-4776206040
- 「「育てない」から上手くいく」講談社 (2010/5) ISBN 978-4062161947
- 「「一瞬の勝機」のつかみ方」静山社 (2010/6) ISBN 978-4863890497
- 「突破力」講談社 (2010/6) ISBN 978-4062813693
- 「手離す技術 20年間無敗、伝説の雀鬼の「執着転換力」」講談社 (2010/6) ISBN 978-4062726559
- 「この世の掟(ルール)をぶち破れ!」フォレスト出版 (2010/9) ISBN 978-4894519244
- 「逆境を乗り切る方法 瞬間力」竹書房 (2010/11) ISBN 978-4812443699
- 「人は八割方悪である」竹書房 (2010/11) ISBN 978-4812443705
- 「勝ち負けを超えた誇り」竹書房 (2010/11) ISBN 978-4812443712
- 「桜井章一の「ぶれない生き方」」PHP研究所 (2010/11) ISBN 978-4569669649
- 「そんなこと、気にするな」廣済堂 (2010/11) ISBN 978-4331514948
- 「「頑張らない」から上手くいく」講談社 (2010/11) ISBN 978-4062166911
- 「いのちより大切なもの」竹書房 (2010/12) ISBN 978-4812444467
- 「ツキを呼ぶ言葉」角川書店 (2011/1) ISBN 978-4048850865
- 「修羅場が人を磨く」宝島社 (2011/2) ISBN 978-4796679039
- 「カンの正体 「直勘力」で逆境に強くなる」イースト・プレス (2011/5) ISBN 978-4781605883
- 「図解運もツキも味方にする人の習慣 20年間無敗!伝説の雀鬼桜井章一究極の哲学実践編」PHP研究所 (2011/6) ISBN 978-4569797786
- 「逆境を超える知恵」竹書房 (2011/7) ISBN 978-4812446577
- 「決断なんて「1秒」あればいい」ソフトバンククリエイティブ (2011/8) ISBN 978-4797365399
  - 「決断の作法」SB新書 (2016/6) 改題再編集版 ISBN 978-4797386622
- 「ピンチの本質」ベストセラーズ (2011/9) ISBN 978-4584123416
- 「鮭はここまで約束守ってんのに」共著:岩崎夏海、竹書房 (2011/11) ISBN 978-4812447802
- 「すこやかな生き方のすすめ」共著:よしもとばなな、廣済堂 (2011/11) ISBN 978-4331515945
- 「運を超えた本当の強さ 自分を研ぎ澄ます56の法則」日本実業出版社 (2011/11) ISBN 978-4534048929
- 「神頼みを捨てる思考力 心の弱さを克服する、雀鬼流「裏」聖書」ワニブックスPLUS新書 (2012/2) ISBN 978-4847065262
- 「恐れない技術」SB文庫 (2012/3) ISBN 978-4797368178
- 「死をおそれない生き方 執着するから怖いのだ」主婦の友社 (2012/4) ISBN 978-4072829844
- 「図解でわかる! 「ツキをもってる」人になる方法」宝島社新書 (2012/6) ISBN 978-4796671866
- 「どうしたら桜井さんのように「素」で生きられますか? 」共著:香山リカ、講談社+α新書 (2012/11) ISBN 978-4062727822
- 「人生を変えたければ「桜井章一」を見よ!」共著:名越康文、成美文庫 (2012/12) ISBN 978-4415402178
- 「小さなキミに贈る"いのち"のことば」竹書房 (2013/2) ISBN 978-4812493656
- 「男を磨く言葉」角川書店 (2013/4) ISBN 978-4041104460
- 「八割できなくても幸せになれる―いまを無邪気に生きる術」竹書房新書 (2013/5) ISBN 978-4812494905
- 「手ぶらで生きる術 忘れ上手は生き方上手」竹書房新書 (2013/6) ISBN 978-4812495315
- 「運は「バカ」にこそ味方する」SB文庫 (2013/6) ISBN 978-4797374124
- 「みっともない男にならない生き方」フォレスト2545新書 (2013/7) ISBN 978-4894518872
- 「男の器 常識に囚われない生き方」角川oneテーマ21 (2012/4) ISBN 978-4041102206
- 「運を支配する」共著:藤田晋、幻冬舎新書 (2015/3) ISBN 978-4344983748
- 「勝つ人間の「見切る」技術」サンマーク出版 (2013/7) ISBN 978-4763132994
- 「麻雀大全 最強の雀鬼流麻雀」竹書房 (2013/7) ISBN 978-4812496220
- 「感情を整える　ここ一番で負けない心の磨き方」PHP文庫 (2013/9) ISBN 978-4569814032
  - 「感情を整える ここ一番で負けない心の磨き方」PHP文庫 (2016/4) 文庫版、ISBN 978-4569765389
- 「結果を出す技術」宝島社新書 (2013/10) ISBN 978-4800211231
- 「40代から勝負強い男になる技術 麻雀界のレジェンドが教える“勝てる”考え方」中経の文庫 (2014/5) ISBN 978-4046002938
- 「揺れない心―本当の強さを身につける作法」角川oneテーマ21 (2014/7) ISBN 978-4041016114
- 「カンの正体 「直勘力」で逆境に強くなる」文庫ぎんが堂 (2014/9) ISBN 978-4781671161
- 「麻雀力が目覚める打ち方」竹書房 (2014/9) ISBN 978-4812488881
- 「緩めて克つ―遊んでいるようで勝ってしまう人の習慣」講談社 (2014/10) ISBN 978-4062191999
- 「「勝ち方」の流儀」共著:勝間和代、イースト新書 (2015/6) ISBN 978-4781650500
- 「わが遺言　勝負の鬼が辿りついた50の境地」ポプラ新書 (2015/12) ISBN 978-4591147689
- 「桜井章一の折れない心のつくり方」ぱる出版 (2016/7) ISBN 978-4827210071
- 「きみに努力はいらない」大和書房 (2016/7) ISBN 978-4479795377
- 「図解「人生を変えるシンプル思考」77 “20年間無敗の雀鬼”が明かす77の思考」宝島社 (2016/11) ISBN 978-4800262820
- 「図解「運に選ばれる」法則76 “20年間無敗の雀鬼”が明かす76の法則」宝島SUGOI文庫 (2017/1) ISBN 978-4800221308
- 「流れをつかむ技術」インターナショナル新書（2017/6）ISBN 978-4797680119
- 「勝運をつかむ100の金言」致知出版社 (2017/8) ISBN 978-4800911568
- 「「自然体」がいちばん強い」日本実業出版社 (2017/8) ISBN 978-4534055194
- 「不安をとかす技術 「本当の自信」が身につく考え方」ユサブル  (2018/3) ISBN 978-4909249074
- 「究極の選択」集英社新書 (2018/5) ISBN 978-4087210330
- 「「実戦」で身につけた本物の教養」 クロスメディア・パブリッシング (2020/5) ISBN 978-4295404149
- 「金メダリストの条件 超一流の心技体の作り方」竹書房 (2020/5) ISBN 978-4801922358
- 「運に選ばれる生き方」プレジデント社 (2021/1) ISBN 978-4833480284
- 「マンガでわかる人を見抜く技術 20年間無敗、伝説の雀鬼の「人間観察力」」作画:森元さとる、講談社 (2021/1) ISBN 978-4065211113
- 「瞬間は勘と愛なり 混迷の時代を生き抜く力」さくら舎 (2021/8) ISBN 978-4865813067
- 「雀鬼語録 桜井章一名言集」プレジデント社 (2023/9) ISBN 978-4833440554
- 「二〇年間無敗の雀鬼 老いてもなお吼える 建前だらけの社会をどう生きるか」ユサブル (2024/4) ISBN 978-4909249586